# SzOAB-0.5
SzOAB-0.5 – radziecka bomba kulkowa małego wagomiaru przenoszona w bombach kasetowych RBK. Skorupa jest wykonana ze stopu aluminium i zawiera około 300 stalowych kulek pełniących funkcję prefabrykowanych odłamków.